# Rue du Nord (Colmar)
Pour les articles homonymes, voir Rue du Nord.
La rue du Nord est une voie de la commune française de Colmar.

## Situation et accès
Cette voie de circulation, d'une longueur de 350 m, se trouve dans le quartier centre.
On y accède par les rues Saint-Éloi, Vauban, Golbéry, du 4e-Bataillon-de-Chasseurs-à-Pied, des Cloches, Rapp, Étroite, Mathias-Grunewald, la petite rue des Ancêtres, la route de Neuf-Brisach et le sentier du Thannaeckerle.
Bus de la TRACE, ligne    1     2     4    20   21   24 , arrêts Rapp et Vauban.